# Lycium tweedianum
Lycium tweedianum är en potatisväxtart som beskrevs av August Heinrich Rudolf Grisebach. Lycium tweedianum ingår i släktet bocktörnen, och familjen potatisväxter. Utöver nominatformen finns också underarten L. t. tweedianum.